# التعظم داخل الغضروف

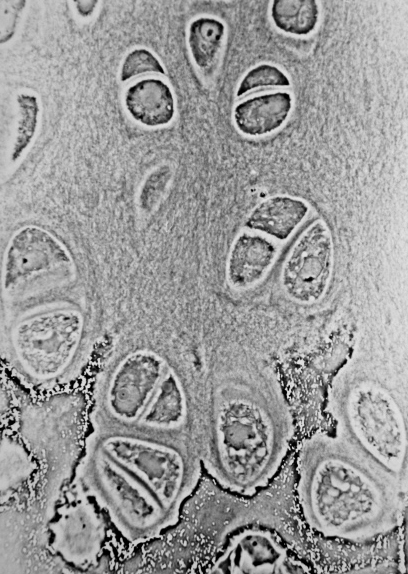
Hypertrophic Zone of Epiphyseal Plate

التعظم داخل الغضروف هو واحد من عمليتين أساسيتين تحدثان أثناء نمو الجنين وتكوين الهيكل العظمي للثدييات، حيث بواسطتها يتم تكوين انسجة العظم.علي العكس من التعظم داخل الغشاء، وهو العملية التي يتم بواسطتها إنشاء أنسجة العظام الأخري .توجد الغضاريف أثناء التعظم الغضروفي. التعظم داخل الغضروف هو أيضا عملية ضرورية خلال التشكيل البدائي للعظام الطويلة، النمو الطولي للعظام الطويلة والالتئام الطبيعي لكسور العظام.

## نمو نموذج الغضروف
نموذج الغضروف سوف ينمو في الطول عن طريق الانقسام المستمر للخلايا الغضروفية، والذي يرافقه مزيد من افراز المصفوفة .ذلك يسمي بالنمو الخلالي.عملية نمو المصاقب تحدث عندما ينمو نموذج الغضروف أيضا في السمك، نتيجة للمزيد من مصفوفة خارج الخلية علي السطح المحيطي للغضروف، والمصحوب بالأرومة الغضروفية الجديدة المتطورة من سمحاق الغضروف.

## المركز الرئيسي للتعظم
الموقع الأول للتعظم يحدث في المركز الرئيسي، حيث يوجد في منتصف الجدل ثم ؛

### تكوين السمحاق
سمحاق الغضروف يصبح سمحاقاً .السمحاق يتكون من طبقات الخلايا غير المتمايزة (خلايا سليفة عظمية) حيث تصبح فيما بعد بانيات العظم .

### تشكيل عظمةالترقوة
بانيات العظم تفرز خلايا عظمية ضد جدل نموذج الغضروف (مصاقب النمو) .وهذا بمثابة دعم للعظام الجديدة.

### تعظم المصفوفة
الخلايا الغضروفية في المركز الرئيسي للتعظم تبدأ بالنمو (التضخم) ،وتتوقف عن افراز الكولاجين و بروتوجليكان الاخري وتبدأ في افراز انزيم الفوسفاتيز القلوية وهو إنزيم أساسي لترسب المعادن.
تعظم المصفوفة يحدث، الخلايا سليفة العظمية التي تدخل التجويف خلال برعم السمحاق ،وتستخدم المصفوفة المعظمة كسقالة تبدأ في افراز خلية عظيمة، والتي تكون تربيق العظم .آكلات العظم تتكون من الخلية الضامّة، ويتحطم العظم الإسفنجي لتكوين التجويف النخاعي (نخاع العظم).

## المركز الثانوي للتعظم
حول موعد ولادة الثدييات ، المركز الثانوي للتعظم سوف يظهر في نهاية (المشاشة) العظام الطويلة. برعم السمحاق يحمل اللحمة المتوسطة والأوعية الدموية في عملية شبيهة كالتي تحدث في المركز الرئيسي للتعظم .الغضروف بين مركز التعظم الرئيسي والثانوي يدعي صفيحة المشاشة ،وتستمر لتكوين غضروف جديد يتم استبداله بالعظم، وينتج من هذه العملية زيادة في طول العظم. يستمر النمو حتي بلوغ القرد حوالي 20عام أو حتي يتم استبدال الغضروف في اللوح بالعظم.نقطة اتحاد المركز الرئيسي والثانوي يدعي خط المشاشة.

## نمو العظم المصاقب
نمو العظم في القطر حول الجدل يحدث بواسطة ترسيب العظم أسفل السمحاق .خلايا آكلات العظم في التجويف الداخلي تستمر في تدرك العظم حتي تبلغ سُمكاً محدداً، عند هذه النقطة معدل التكوين في الخارج والتدرك في الداخل يكون ثابتاً.

## علم الأنسجة
خلال التعظم الغضروفي، خمس مناطق متميزه يمكن رؤيتها علي مستوي المجهر الخفيف.

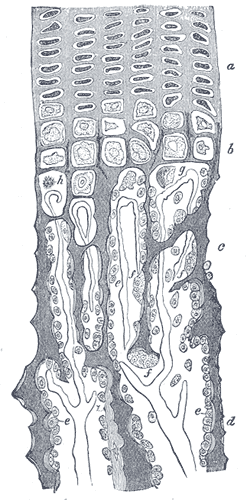
Gray80

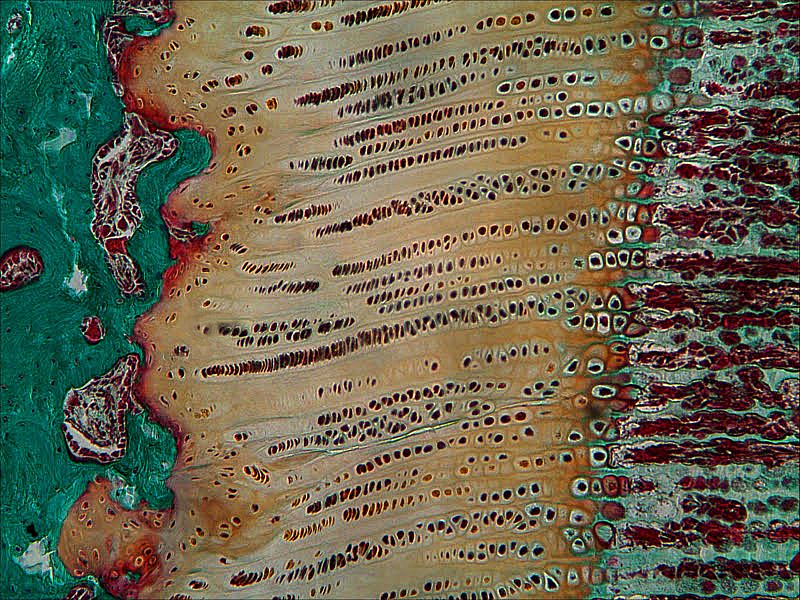
Proximal tibia Masson Goldner Trikrom rabbit 600x growth zone

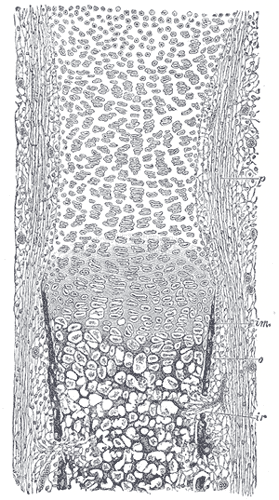
Gray79

| الاسم                          | التعريف |
| ------------------------------ | --- |
| منطقة الغضروف المستريح         | تحتوى هذه المنطقة علي غضروف طبيعي، زجاجي، مستريح |
| منطقة الانتشار \ أعمدة الخلايا | في هذه المنطقة، الخلايا الغضروفية تنقسم سريعا وتشكل مظهر متكدس متميز |
| منطقة النضوج/التضخم            | في هذه المنطقة، الخلايا الغضروفية يحدث لها تضخم (نضج كبير) .يحتوي الغضروف علي كمية كبيرة من الجليكوجين الذي يبدء في افراز الفوسفاتيز القلوي. |
| منطقة التحجر                   | في هذه المنطقة اما تموت الخلايا أو الموت لها تاركة خلفها تجاويف يتم غزوها عن طريق خلايا تكوين العظم. الخلايا الغضروفية هنا تموت عندما لاتتلقي التغذية أو تتخلص من الفضلات عبر الانتشار .وذلك بسبب قلة رطوبة المصفوفة العظمية عن الغضروف الزجاجي. |
| منطقة التعظم                   | الخلايا سليفة العظمية تغزو المنطقة وتتمايز الي بانيات عظم ، وهذا يفصل المصفوفة التي أصبحت عظمية علي سطح الغضروف المتعظم. ويتبعه ارتشاف الغضروف المتعظم / مجمع العظام العظمية.                                                                    |

## التئام الكسر
اثناء التئام الكسر، الغضروف يتكون عادة ويدعي دشبذ. في هذا الغضروف الجديد،النسيج العظمي يتطور خلال عملية التعظم الغضروفي في نهاية المطاف.

## المصدر
Endochondral_ossification[وصلة مكسورة]